# Mahmoud Hassan (lutte)
Mahmoud Hassan, né le 15 décembre 1919 au Caire et mort le 10 septembre 1998 dans la même ville, est un lutteur égyptien spécialiste de la lutte gréco-romaine.

## Carrière
Mahmoud Hassan participe aux Jeux olympiques d'été de 1948 à Londres en lutte gréco-romaine et remporte la médaille d'argent dans la catégorie des poids coqs.